# The Ragamuffin (film 1916)
The Ragamuffin è un film muto del 1916 scritto e diretto da William C. deMille. Prodotto da Jesse L. Lasky Feature Play Company, il film aveva come interpreti Blanche Sweet, Tom Forman, J. Parks Jones. Nel ruolo di una bambina (all'epoca aveva dieci anni), la figlia del regista, Agnes, che da adulta sarebbe diventata una celebre coreografa.
Nel 1925, deMille ne fece un remake dal titolo The Splendid Crime che aveva come protagonisti Bebe Daniels e Neil Hamilton.

## Trama
Il capo di una banda di malviventi progetta di rapinare la casa del ricco Bob Van Dyke e incarica Jenny, la sua figliastra, di fare il lavoro sporco. Lei, anche se a malincuore, accetta. Ma, appena entrata nella casa, viene sorpresa da Van Dyke. Benché sappia che Jenny è una ladra, Van Dyke decide di non denunciare la ragazza e si fa promettere che non ruberà nulla. Poi, rientra in camera sua. Jenny, però, prima di andarsene non sa resistere alla tentazione di rubare almeno una foto, il ritratto di Bob, l'uomo che l'ha trattata così gentilmente. La ragazza adesso vuole lasciare la banda del patrigno per rigare dritto. Ma Bob, nel frattempo, ha avuto un tracollo finanziario e medita di fare anche lui una rapina. Quando Jenny lo viene a sapere, vuole protegge Bob e gli consiglia di trovarsi piuttosto un lavoro onesto. I due, che si sono innamorati, giurano di abbandonare per sempre la vita criminale e cominciano a pensare al loro futuro in comune.

## Produzione
Il film, girato con il titolo di lavorazione The Pace, fu prodotto dalla Jesse L. Lasky Feature Play Company.
Anche se alcune fonti accreditano alla regia suo fratello Cecil, pare che questo, invece, sia stato l'esordio da regista per William C. deMille. Variety riportava come regista lo scenografo Wilfred Buckland.

## Distribuzione
Il copyright del film, richiesto dalla Jesse L. Lasky Feature Play Co., Inc., fu registrato il 24 gennaio 1916 con il numero LU7487.
Negli Stati Uniti, il film fu distribuito dalla Paramount Pictures che lo fece uscire nelle sale il 23 gennaio 1916.
Copia della pellicola si trova conservata negli archivi del George Eastman House di Rochester.